# Farès Brahimi
Farès Brahimi (Reghaïa, 22 ottobre 1988) è un ex calciatore algerino, di ruolo centrocampista.

## Carriera
Ha giocato nella massima serie dei campionati bulgaro ed algerino.